# Вангенхайм, Фридрих Адам Юлиус фон
Фридрих Адам Юлиус фон Вангенхайм (нем. Friedrich Adam Julius von Wangenheim; 8 февраля 1749— 25 марта 1800, Гумбиннен) — немецкий лесник и солдат.

## Биография
Фридрих Адам Юлиус родился в замке Вангенхайм на территории современной коммуны Зоннеборн. Учился в Вальтерсхаузене, с 1766 года служил в кобургской армии. В 1776 году капитан прусской армии Вангенхайм ушёл в отставку. В 1777 году он отправился в Северную Америку, где служил командиром эскадрона лёгкой кавалерии. По возвращении в Германию через 8 лет (в 1784 году) продолжил службу в прусской армии и стал изучать вопросы натурализации североамериканских видов деревьев в Европе. Результаты его исследований обобщены в книге 1787 года, посвящённой прусскому королю Фридриху Вильгельму II. В 1788 году Вангенхайм был назначен генеральным директором службы вод и лесов восточной Пруссии. Зимой 1799 года Юлиус тяжело заболел, 25 марта 1800 года скончался.
Местонахождение образцов растений, привезённых Вангенхаймом из Северной Америки и использованных им для описания новых видов, не установлено.

## Брак и дети
В 1786 году он женился на Вильгельмине Генриетте Шарлотте Софи фон Борнштедт (1768–1840), племяннице Фридриха Августа Людвига фон Бургсдорфа. У пары было трое детей:
- Юлиус Вильгельм Мориц (1788-1859 г.),  был женат на Амалии фон Мюнхинген (1797-1878)
- Александр Фридрих Карл Людвиг (1792–1867), прусский генерал-лейтенант, был женат на Эрнестине Генриетте фон дем Борн (1797-1854)
- Цезарь (? - 1852), был женат на Матильде фон Вангенхайм, вдова вышла замуж за своего зятя Адама Кристиана Эрнста Треуша фон Бутлара (? - 1806).

## Некоторые научные работы
- Wangenheim, F.A.J. von (1781). Beschreibung einiger Nordamericanischen Holz- und Buscharten. 151 p.
- Wangenheim, F.A.J. von (1787). Beytrag zur teutschen holzgerechten Forstwissenschaft. 124 p., 31 pl.

## Роды, названные в честь Ф. А. Ю. Вангенхайма
- Wangenheimia Moench, 1794
- Wangehneimia F.Dietr., 1810, nom. nov. et [[nom. illeg.|illeg.]] [syn.  Dendropanax Decne. & Planch., 1854]